# Brent Olynyk
Brent Olynyk (North Vancouver, 7 de diciembre de 1971) es un deportista canadiense que compitió en bádminton. Ganó dos medallas en los Juegos Panamericanos de 1999, oro en dobles y plata en dobles mixto.

## Palmarés internacional
| Juegos Panamericanos | Juegos Panamericanos | Juegos Panamericanos | Juegos Panamericanos |
| Año                  | Lugar                | Medalla              | Prueba               |
| -------------------- | -------------------- | -------------------- | -------------------- |
| 1999                 | Winnipeg (Canadá)    | Medalla de oro       | Dobles               |
| 1999                 | Winnipeg (Canadá)    | Medalla de plata     | Dobles mixto         |